# ولیعهد عمان
ولیعهد عمان بالاترین مقام پس از سلطان عمان، جانشین و وارث بلافصل سلطنت عمان است.
این سمت در سال ۲۰۲۱ در راستای اساسنامه جدیدی که برای سازوکار انتقال قدرت بود ایجاد شد. برای اولین بار در قانون اساسی عمان در ژانویه ۲۰۲۱ ذی یزن بن هیثم آل سعید فرزند ارشد سلطان، به ولیعهدی عمان منصوب شد.

## شرایط و قوانین
طبق ماده شماره (۵) اساسنامه جدید، سیستم حکومتی سلطنتی موروثی است و طبق تعدادی از احکام در بین فرزندان ذکور خاندان سلطان ترکی بن سعید بن سلطان صورت می‌گیرد. اساسنامه مشخص کرده است که حکمرانی از سلطان به فرزند ارشد به لحاظ سنی منتقل می‌شود و بعد از آن به بزرگ‌ترین پسر همین فرزند و به این ترتیب از طبقه‌ای به طبقه دیگر منتقل می‌شود و اگر پسر ارشد قبل از انتقال قدرت فوت کند قدرت به ارشدترین فرزندش منتقل می‌شود حتی اگر متوفی برادرانی داشته باشد.
اساسنامه جدید برخی استثناها را برای رفع هرگونه ابهامی در سازوکار انتقال قدرت مشخص کرده است به طوریکه تأکید کرده اگر کسی که در قدرت است فرزندی نداشته باشد قدرت به بزرگ‌ترین برادرش منتقل می‌شود و اگر برادری نداشته باشد قدرت به بزرگ‌ترین و ارشدترین فرزند برادرش منتقل خواهد شد و اگر برادر ارشدش پسری نداشته باشد قدرت به ارشدترین فرزند برادر دیگر به ترتیب سن (برادران) منتقل می‌شود. شرط شده کسی که قدرت را در دست می‌گیرد مسلمان، عاقل و فرزند شرعی پدر و مادر مسلمان و عمانی باشد.